# Храм Сабора Срба светитеља у Бранковићима
Храм Сабора Срба светитеља у Бранковићима је храм Српске православне цркве који припада Митрополији дабро-босанској. Налази се у селу Бранковићи, у општини Рогатица, у Републици Српској, у Босни и Херцеговини.
Градња цркве у Бранковићима почела је на иницијативу Славка Ћебића и Милорада-Мика Ћебића, родом из села Бранковићи. Градња је почела у прољеће 2007. године. Земљиште за изградњу поклонио је Љутомир Недић. Темеље цркве је освјештао блаженопочивши Митрополит дабро-босански Николај 13. јула 2007. године. Градња је завршена 2009. године а 13. септембра исте године цркву је освјештао Митрополит Николај на празник Сабора српских светитеља, којима је црква и посвећена.